# Rhampholeon
Rhampholeon is een geslacht van hagedissen uit de familie kameleons (Chamaeleonidae). Een aantal soorten uit het geslacht is recentelijk verplaatst naar het geslacht Rieppeleon.

## Naam en indeling
De wetenschappelijke naam van de groep werd voor het eerst voorgesteld door John Edward Gray in 1864. Er zijn in totaal negentien soorten, inclusief vier soorten die pas in 2014 voor het eerst wetenschappelijk zijn beschreven. Rhampholeon hattinghi werd in 2015 beschreven.
De wetenschappelijke geslachtsnaam Rhampholeon is afgeleid uit het Grieks en betekent vrij vertaald 'gesnavelde leeuw'; rhamphos = bek of snavel en leon = leeuw. Deze naam slaat op de typesoort van het geslacht; de bladkameleon (Rhampholeon spectrum). Niet alle soorten hebben namelijk een dergelijke snuitvorm.
De geslachten Rhampholeon en Brookesia zijn verwant aan elkaar, alle soorten kennen een uitstekende camouflage. Soorten uit beide geslachten worden dwerg- of bladkameleons genoemd. Vroeger vormden ze met een aantal andere geslachten de onderfamilie Brookesiinae, maar dit is achterhaald.

### Soorten
Het geslacht omvat de volgende soorten die onderstaand zijn weergegeven, met de auteur en het verspreidingsgebied.
| Naam                                            | Auteur                            | Verspreidingsgebied                                                                           |
| ----------------------------------------------- | --------------------------------- | --------------------------------------------------------------------------------------------- |
| Rhampholeon acuminatus                          | Mariaux & Tilbury, 2006           | Tanzania                                                                                      |
| Rhampholeon beraduccii                          | Mariaux & Tilbury, 2006           | Tanzania                                                                                      |
| Rhampholeon boulengeri                          | Steindachner, 1911                | Burundi, Kenia, Rwanda, Oeganda, Tanzania, Congo-Kinshasa                                     |
| Rhampholeon bruessoworum                        | Branch, Bayliss & Tolley, 2014    | Mozambique                                                                                    |
| Rhampholeon chapmanorum                         | Tilbury, 1992                     | Malawi                                                                                        |
| Rhampholeon gorongosae                          | Broadley, 1971                    | Mozambique                                                                                    |
| Rhampholeon hattinghi                           | Tilbury & Tolley, 2015            | Congo-Kinshasa                                                                                |
| Marshalls dwergkameleon (Rhampholeon marshalli) | Boulenger, 1906                   | Zimbabwe                                                                                      |
| Rhampholeon maspictus                           | Branch, Bayliss & Tolley, 2014    | Mozambique                                                                                    |
| Rhampholeon moyeri                              | Menegon, Salvidio & Tilbury, 2002 | Tanzania                                                                                      |
| Rhampholeon nchisiensis                         | Loveridge, 1953                   | Malawi, Tanzania                                                                              |
| Rhampholeon nebulauctor                         | Branch, Bayliss & Tolley, 2014    | Mozambique                                                                                    |
| Rhampholeon platyceps                           | Günther, 1893                     | Malawi, Mozambique                                                                            |
| Bladkameleon (Rhampholeon spectrum)             | Buchholz, 1874                    | Centraal-Afrikaanse Republiek, Congo-Brazzaville, Equatoriaal-Guinea (Bioko), Kameroen, Gabon |
| Rhampholeon spinosus                            | Matschie, 1892                    | Tanzania                                                                                      |
| Rhampholeon temporalis                          | Matschie, 1892                    | Tanzania                                                                                      |
| Rhampholeon tilburyi                            | Branch, Bayliss & Tolley, 2014    | Mozambique                                                                                    |
| Rhampholeon uluguruensis                        | Tilbury & Emmrich, 1996           | Tanzania                                                                                      |
| Rhampholeon viridis                             | Mariaux & Tilbury, 2006           | Tanzania                                                                                      |

## Levenswijze
Ook de levenswijze is gelijkend; de meeste soorten zijn gecamoufleerd als dood blad en leven in de strooisellaag of vlak daarboven. Het verspreidingsgebied is echter anders; Rhampholeon-soorten leven op het continentale deel van Afrika, Brookesia-soorten leven zonder uitzondering op het oostelijke eiland Madagaskar dat geografisch gezien om de hoek ligt. Door de geringe lichaamslengte van enkele centimeters tot ongeveer 15 cm worden ook wat kleinere prooien gepakt; zoals kevertjes en vliegjes.

## Verspreiding en habitat
Alle soorten komen voor in zuidelijk Afrika, aan de oostkust met Somalië als noordelijke grens. Veruit de meeste soorten leven in Malawi, Tanzania en Mozambique. De habitat bestaat uit vochtige tropische en subtropische bossen. De meeste soorten komen voor in bergstreken, een aantal soorten leeft in laaglanden.

## Beschermingsstatus
Door de internationale natuurbeschermingsorganisatie IUCN is aan alle soorten een beschermingsstatus toegewezen. Zes soorten worden gezien als 'veilig' (Least Concern of LC), drie als 'kwetsbaar' (Vulnerable of VU), een als 'gevoelig' (Near Threatened of NT) en vier soorten als vier 'bedreigd' (Endangered of EN). Vijf soorten worden ten slotte als 'ernstig bedreigd' beschouwd (Critically Endangered of CR).